# Maison natale de Petar Leković
La maison natale de Petar Leković (en serbe cyrillique : Кућа народног хероја Петра Лековића ; en serbe latin : Kuća narodnog heroja Petra Lekovića) se trouve à Svračkovo, dans la municipalité de Požega et dans le district de Zlatibor, en Serbie. Elle est inscrite sur la liste des monuments culturels de grande importance de la république de Serbie (identifiant no SK 521).

## Présentation
La maison a été bâtie en 1880. Partiellement construite en rondins, elle constitue un exemple authentique d'architecture traditionnelle de la région de Zlatibor,.
Le héros national Petar Leković est né dans cette maison en 1893,. Tailleur de pierre de profession, il était membre de la Ligue des communistes de Yougoslavie (KPJ) avant la Seconde Guerre mondiale, puis membre du Comité de district à Požega. Il a rejoint la lutte de libération nationale (NOB), avec ses trois fils, en 1941. Lorsque la Deuxième brigade prolétarienne a été formée, il est devenu le commandant adjoint du premier bataillon. Petar Leković a reçu le titre de Premier héros national de Yougoslavie de son vivant, par décision du Comité central de Yougoslavie en 1942 et à la suggestion du Siège suprême du détachement du NOP et de l'Armée des volontaires de Yougoslavie pour son grand courage, son sacrifice et sa loyauté envers la lutte de libération nationale,. Il est mort en 1942 à Živnje près de Gacko,.